# Kratovo
Kratovo (kyrillisch Кратово; albanisch Kratova, indefinit Kratovë) ist ein Städtchen im Nordosten Nordmazedoniens. Es ist Hauptort der gleichnamigen Opština und liegt in der Region Nordosten.

## Geographische Lage
Kratovo befindet sich in den westlichen Ausläufern des Osogovo-Gebirges im engen Tal der Kratovska Reka, einem linken Nebenfluss der Kriva Reka. Die Kleinstadt liegt auf einer Höhe zwischen 580 und 700 m. i. J. und wird von bewaldetem Bergland umgeben.

## Bevölkerung
Kratovo hat 6924 Einwohner (Stand: 2002). Die gesamte Opština Kratovo mit 30 weiteren Ortschaften hat hingegen 10.441 Einwohner (Stand: 2002). Bei 3304 Haushalten sind das durchschnittlich etwa drei Personen pro Haushalt. Ethnisch gesehen ist die Opština im Landesvergleich recht homogen. 10.231 Einwohner sind Mazedonier (98 %), 151 sind Roma (1,45 %), 33 Serben (0,32 %), 15 Türken, 1 Walache und 17 andere.

## Sehenswürdigkeiten
Kratovo hat eine historische Altstadt mit vielen mittelalterlichen Kirchen und typisch balkanischen Bürgerhäusern. Charakteristisch sind die Steintürme, welche früher von Minenarbeitern und Stadtwächtern benutzt wurden. Von den einst zwölf Türmen stehen heute noch sechs. Ein weiteres Merkmal von Kratovo sind die vielen Steinbrücken über die Kratovska Reka.

## Verkehr
Kratovo ist durch eine Nationalstraße mit Kumanovo, Štip, Kočani und Kriva Palanka verbunden. Eine Eisenbahn gibt es in der Stadt nicht. Der Flughafen Skopje ist rund eine Stunde entfernt.

## Sport
Sileks Kratovo ist der Heimverein der Stadt und spielt zurzeit in der Prva Makedonska Liga.

## Persönlichkeiten
- Pavel Šatev (1882–1951), Revolutionär der IMRO